# Vrlo veliki teleskop
Vrlo veliki teleskop ili VLT (akronim od engl. Very Large Telescope: vrlo velik teleskop) je najveći optički teleskop na svijetu, smješten u Čileu, u pustinji Atacama. VLT je naziv četiriju teleskopa Europske južne zvjezdarnice ili ESO (engl. European Southern Observatory) smještenih na visoravni Cerro Paranal u Čileu, sa zrcalima promjera 8,2 metara. Mogu se koristiti samostalno ili zajedno (zajedno imaju učinkovitost kao jedan teleskop promjera zrcala 16,4 metara). Nazivi pojedinih teleskopa na staročileanskom indijanskom jeziku mapuče znače: Antu (Sunce), postavljen 1998., Kueyen (Mjesec), postavljen 1999., Melipal (Križ), postavljen 2000. i Yepun (Sirius), postavljen 2001.
Povezani su računalom, teleskopi skupe toliko svjetlosti koliko i jedno zrcalo od 16,4 m. Kad se povežu s tri druga teleskopa od 1,8 m Europskog južnog opservatorija (ESO), njima se može vidjeti mnogo pojedinosti na nebu (na primjer: astronaut koji hoda Mjesečevom površinom). Najzanimljivije poboljšanje kvalitete (i povećanja) slike dobije se kada više teleskopa promatra isto nebesko tijelo. Ta tehnika nazvana je optička sinteza ili interferometrija. Postoji više tehnika interferometrije:
- VLA (engl. Very Large Array): interferometrijski sustav s velikim brojem antena, tj. nizom radio teleskopa manjih promjera. Antene mogu biti međusobno fizički povezane. Razlučivost (rezolucija) sustava je između 0,13" i 2".
- VLBA (engl. Very Long Base Array): interferometrijski sustav vrlo duge baze. Tako se američki VLBA niz sastoji od 10 identičnih 25 metarskih radio teleskopa, raspoređenih od Havaja, uzduž američkog teritorija do Djevičanskih otoka. Razlučivost sustava je do 0,0002".
- VLBI (engl. Very Long Baseline Interferometry) ili dugobazična interferometrija: interferometrija vrlo dugih baza. Međusobna udaljenost radio teleskopa može biti i nekoliko tisuća kilometara.

## Osnovni podaci
Vrlo veliki teleskop je trenutno najproduktivniji i najmoćniji astronomski opservatorij na planetu, koji se nalazi na platou Cerro Paranal, na visini od 2 400 metara. VLT se sastoji od četiri glavna teleskopa, promjera primarnog ogledala od 8,2 metra i od četiri pomoćna, pokretna teleskopa, promjera 1,8 metara. S obzirom na njegov naučni značaj i svojstva, godišnje se dobiva 4 - 6 puta više zahtjeva za korištenje VLT-ija od broja rasploživih sati.
Iako promatrano u okvirima veličine primarnog ogledala VLT nije ništa posebno (Gran Canaria teleskop 10,4 m, Keck observatorij 10 m), njegova prednost u odnosu na druge je ta što se pojedinačne teleskopske jedinice mogu složiti u interferometar, pružajući astronomima mogućnost promatranja neba do najsitnijih detalja, kao da ga promatraju kroz mnogo veći teleskop. Individualni teleskopi mogu biti složeni u grupu od dva ili tri, ali i da budu korišteni pojedinačno, što je u najvećem broju promatranja i slučaj.
Za svaki interferometar veoma je bitna udaljenost na koju možemo postaviti teleskope i što je ta udaljenost veća, to je učinak snimanja bolji. Maksimalna udaljenost za VLT iznosi 200 metara, dok za Keck opservatorij na Havajima, također jedan od vodećih opservatorija, ta udaljenost iznosi 85 metara. Kada se koristi kao interferometar, VLT daje i do 25 puta kvalitetniju sliku, a svjetlosni zraci prikupljeni pojedinačnim teleskopima slažu se u podzemnom sistemu tunela, u kojima se nalaze veoma složeni sustavi optike. Na taj način pomoću interferometra dobivamo konačnu sliku. 
Četiri glavna teleskopa su dobila ime po čileanskim nazivima (Mapuche) za Sunce, Mjesec, najpoznatije južno zviježđe Južni križ i Veneru: Antu, Kueyen, Melipal i Yepun. Imena su izabrana tokom natječaja koji je bio raspisan u osnovnim školama širom Čilea.
Također, VLT je opremljen s oko 15 naučnih mjernih instrumenta, za čiju izradu su korištene posljednje tehnologije. Iako Gran Canaria teleskop i dva Keck teleskopa imaju veće primarno ogledalo od VLT-ja, uz sve prateće naučne instrumente, kao i uz jedinstvenu mogućnost slaganja pojedinačnih teleskopa u interferometar, VLT je najmoćniji optički teleskop kojim raspolažemo. Bitno je napomenuti da opseg VLT-jevog snimanja obuhvata i ultraljubičastu (ultraljubičasta astronomija), ali i infracrvenu svjetlost (infracrvena astronomija), koja nam o svemiru otkriva mnogo više od vidljive svjetlosti.